# Killzone 2
Killzone 2 – gra first-person shooter stworzona przez studio Guerrilla Games na konsolę PlayStation 3, wydawcą jest Sony Computer Entertainment. Jest to trzecia, po Killzone i Killzone: Liberation, odsłona cyklu gier z serii Killzone. Światowa premiera odbyła się w lutym 2009 roku.
Gra została całkowicie przetłumaczona na język polski, włącznie z trybem gry wieloosobowej.

## Opis fabuły
Akcja toczy się w dwa lata po odparciu sił Helghastów, którzy zaatakowali planetę Vektę. Obrona samej planety była przedmiotem dwóch poprzednich części gry, czyli Killzone i Killzone: Liberation. Siły ISA (Interplanetary Strategy Alliance – ang. Międzyplanetarny Sojusz Strategiczny) rozpoczynają kontratak i dokonują inwazji na Helghan, rodzimą planetę Helghastów. Głównym zadaniem jest pochwycenie i postawienie przed sądem przywódcy Helghastów, Visariego, tytułującego się Imperatorem i Uczonym. W grze protagonistą gracza jest sierżant Tomas „Sev” Sevchenko. Jest on członkiem oddziału Alfa, z którym gracz porusza się przez większość gry.
Sev wraz z zespołem zrzuceni zostają na Helghan. Wraz z cała armią przedzierają się przez stolicę Pyrrus do pałacu Visariego. Helghaści stawiają zaciekły opór, lecz nie są w stanie dotrzymać pola najeźdźcy. Przed pałacem siły ISA zostają jednak zatrzymane przez nieznany system obronny miasta. Sev i jego oddział zostają wysłani na pustkowia w pobliżu miasta, by odnaleźć źródło zasilania broni. W trakcie wykonywania misji część oddziału – Garza, Natko i doktor Evelyn – zostaje uprowadzona do tajnej rafinerii. Sev i Rico ruszają jej śladem, po czym spotykają pułkownika Radeca, który usiłuje wyciągnąć od Evelyn kody do głowic atomowych wykradzionych ISA. Uwalniają więźniów, lecz przez nadgorliwość Rico, Garza zostaje śmiertelnie ranny. Bohaterowie, bezskutecznie usiłując powstrzymać Radeca przed ucieczką, ewakuują się na statek ISA o nazwie Nowe Słońce.
Helghaści po jakimś czasie atakują flotę ISA i odnoszą nad nią wielkie zwycięstwo. Radec osobiście zjawia się na pokładzie Nowego Słońca, kradnie kody i zabija Evelyn i pułkownika Jana Templara. Temu ostatniemu przed śmiercią udaje się zrzucić statek z orbity, w wyniku czego rozbija się on dokładnie na sieci energetycznej zasilającej obronę Pyrrus, całkowicie ją niszcząc. Sev wraz z Rico i Natko uchodzą z życiem. Po lądowaniu przedzierają się do resztek armii pod dowództwem kapitana Narvilla, który szykuje się do ostatecznego ataku na pałac Visariego. Uczony decyduje się jednak na desperacki krok – zrzuca bombę atomową na opanowaną przez ISA część miasta, zadając wrogowi gigantyczny cios. Co gorsza rezerwowa armia Helghastów, przekonana, że to nieprzyjaciel odpowiada za atak na ich stolicę, rusza w kierunku Pyrrus i niemal całkowicie wybitych sił ISA. Narvill decyduje się jednak na przypuszczenie ataku.
Helghaści, mimo najszczerszych wysiłków, nie są w stanie zatrzymać pochodu wrogich żołnierzy. Sev i Rico zostają wysłani, by pojmać Visariego. Po drodze spotykają gwardię przyboczną przywódcy Helghastów dowodzoną przez Radeca. Po długim starciu Radec ginie z ręki bohaterów, którzy wreszcie stają twarzą w twarz z Visarim. Stwierdza on, że ISA nigdy nie wygra tej wojny, gdyż jeśli tylko Visari umrze, Helghaści uznają go za męczennika i będą walczyli do ostatniej kropli krwi. Rico rozwścieczony jego słowami zabija go.
Po całym zajściu Sev wychodzi przed pałac i jest świadkiem przybycia olbrzymiej floty Helghastów.

## Bohaterowie
- Sierżant Tomas „Sev” Sevchenko – główny bohater gry. Ma 25 lat i pomimo młodego wieku wielokrotnie brał udział w bitwach, w których wykazał się dużymi umiejętnościami.
- Kapral Dante Garza – członek Oddziału Alfa. Bliski przyjaciel Seva, wielokrotnie walczyli ramię w ramię. Traci życie z rąk Radeca przez nieprzemyślany atak Rico.
- Sierżant Rico Velasquez – członek Oddziału Alfa i weteran ISA. Często najpierw działa a później myśli. Przez jego zbyt gwałtowną reakcję ginie Garza. Występuje we wszystkich częściach gry.
- Kapral Shawn Natko – członek Oddziału Alfa, ekspert od materiałów wybuchowych.
- Pułkownik Jan Templar – dowódca inwazji na Helghan, przyjaciel Rico. Ginie z rąk Radeca, dowódcy armii Helghastów.
- Scolar Visari – przywódca Helghastów i główny przeciwnik w grze. Doprowadził do wybuchu wojny między Helghanem i ISA.
- Pułkownik Mael Radec – dowódca armii Helghastów i przyboczny Visariego, genialny dowódca. Popełnia samobójstwo w czasie starcia z Sevem i Rico.

## Polski dubbing
Wystąpili:
- Adam Bauman – Tomas „Sev” Sevchenko
- Jarosław Boberek – Scolar Visari
- Jacek Kopczyński – Jan Templar
- Artur Pontek – Dante Garza
- Dariusz Toczek – Rico Velasquez
- Agata Gawrońska – Evelyn Batton
- Jacek Lenartowicz – Mael Radec
- Robert Tondera – Narville
- Janusz Wituch – Shawn Natko

W pozostałych rolach:
- Piotr Zelt
- Katarzyna Ankudowicz
- Robert Jarociński

## Gra wieloosobowa
Gra oferuje graczom możliwość gry poprzez PlayStation Network. Do dyspozycji jest 12 map (w tym 6 z Downloadable Content), kilka klas postaci oraz wiele broni. Występuje także system rang i odznaczeń. Rangi zdobywa się poprzez zdobywanie punktów doświadczenia natomiast odznaczenia zdobywane są poprzez wykonywanie różnych zadań w grze. Rangi pozwalają odblokować kolejne klasy postaci, a odznaczenia dodają klasom specjalne umiejętności bądź daje bonus niezależny od klasy.
Występuje 7 klas, są to:
- Żołnierz – podstawowa klasa dostępna od początku rozgrywki. Nie posiada specjalnych umiejętności jednak ma największy wachlarz broni do wyboru.
- Sanitariusz – może reanimować poległych towarzyszy oraz leczyć ich apteczkami. Może używać jedynie karabinków szturmowych.
- Saper – może tworzyć wieżyczki z karabinami, które automatycznie ostrzeliwują wroga oraz może naprawiać skrzynie z amunicją i działka stacjonarne porozrzucane po mapach. Może używać jedynie strzelby.
- Taktyk – jego zdolności to ustawianie granatów dymnych, które służą jako punkt odradzania się żołnierzy oraz wzywanie wsparcia powietrznego w postaci bezzałogowego pojazdu latającego. Może używać tylko karabinków szturmowych.
- Szturmowiec – specjalista od ciężkiej broni. Posiada pancerz, który zapewnia mu większą wytrzymałość na ostrzał. Może używać specjalnej pigułki przyspieszenia, która sprawia, że staje się o wiele szybszy. Używa granatników i wyrzutni rakiet.
- Sabotażysta – posiada kamuflaż pozwalający mu podszywanie się pod członka wrogiej frakcji. Używa pistoletów maszynowych i karabinu.
- Zwiadowca – może używać specjalnego ubioru, który sprawia, że zwiadowca staje się niemal niewidzialny. Używa karabinów snajperskich.

Jest 5 rodzajów misji, które w czasie trwania rozgrywki losowo się zmieniają, są to:
- Ofiary Wojny – w określonym czasie trzeba zabić określoną liczbę przeciwników.
- Odszukaj i Zniszcz – w tym trybie frakcja musi zniszczyć lub obronić punkty na mapie.
- Zamach – frakcja musi zabić wybranego przeciwnika lub bronić swojego towarzysza przez pewien czas.
- Odszukaj i Odzyskaj – gracze muszą odnaleźć tuby propagandowe i przynieść je do określonego miejsca na terenie wroga.
- Przejmij i Utrzymaj – drużyna musi przejąć kontrolę nad 2 lub 3 punktami strategicznymi i bronić ich tak długo dopóki nie zdobędą określonej ilości punktów.